# Conseil supérieur de la magistrature (Colombie)
Pour les autres articles nationaux ou selon les autres juridictions, voir Conseil supérieur de la magistrature.
Le Conseil supérieur de la magistrature (espagnol : Consejo Superior de la Judicatura) est une institution publique colombienne appartenant à la branche judiciaire.
Elle siège au palais de justice de Colombie, sur la place Bolívar, à Bogota.

## Fonctions
Les fonctions du Conseil supérieur de la magistrature sont d'organiser le pouvoir judiciaire et d'exercer un contrôle disciplinaire des juges et avocats.

## Magistrats
Les magistrats du Conseil supérieur de la magistrature sont élus pour une période de huit ans.
Pour la partie administrative, ils sont au nombre de six, un élu par la Cour constitutionnelle, deux par la Cour suprême de justice et trois par le Conseil d’État.
Pour la partie disciplinaire, ils sont sept, tous élus par le Congrès.